# Camino al crimen
Camino al crimen es una película argentina del género policial filmada en blanco y negro dirigida por Don Napy sobre su guion escrito en colaboración con Antonio Corma según el libro de Francisco Tesifon Oliver que se estrenó el 22 de marzo de 1951 y que tuvo como protagonistas a Tito Alonso y Juan Carlos Altavista

## Sinopsis
Filme sobre la delincuencia juvenil, con la historia de cuatro jóvenes asaltantes de bancos.

## Reparto
- Tito Alonso
- Juan Carlos Altavista
- Máximo Berrondo
- Juan Carlos Bettini	... 	Director
- Tato Bores              ... Jorge
- Paula Darlán       ... Susana
- Zema de Gasperi        ... Madre de Jorge
- José Canosa
- Paula Darlan
- Horacio Delfino
- Julio Heredia
- David Lederman
- Diego Marcote	... 	Guarda de tranvía
- Justo Martínez
- José Maurer
- Enrique de Pedro
- Pedro Prevosti
- Walter Reyna
- Eduardo Rudy

## Críticas
Para Manrupe y Portela es un semidocumental interesante en su desarrollo, bien contada pero risible en su moraleja del inocente arrastrado al delito. De visión obligada para amantes del policial argentino.